# ITX-セマウル
ITX-セマウル（Intercity Train eXpress-Saemaeul）は韓国鉄道公社（KORAIL）の列車種別。

## 概要
車両の老朽化が進むセマウル号を置き換えることを目的として、2014年5月12日から京釜線、湖南線、全羅線などの主要幹線で運行を開始。同年6月30日には本数・運行区間が拡大し、大半のセマウル号を置き換えた。
最高速度は時速150km/hである。名称は公募で選ばれた。従来はビチュロという名前で一般的に知られていて、セマウル号を代替する列車だが、法的には別の種別である（ただし運賃体系はセマウル号と同様に設定されている）。

## 運行路線
- 京釜線：ソウル - 釜山・新海雲台
- 湖南線：龍山 - 木浦・光州
- 慶全線：ソウル - 晋州
- 全羅線：龍山 - 麗水エキスポ

## 車両
- 210000系電車 - 6両編成